# Miodrag Pivaš
Miodrag Pivaš (in serbo Миодраг Пиваш?; Novi Sad, 17 maggio 2005) è un calciatore serbo, difensore del Willem II in prestito dal Newcastle Utd.

## Carriera

### Club
È cresciuto nel settore giovanile del Grödig ed ha debuttato in prima squadra il 16 luglio 2021 nell'incontro di ÖFB-Cup perso 7-0 contro il Ried. Nel 2023 è tornato in Serbia al Jedinstvo Ub, dove ha totalizzato 26 presenze aiutando il club a tornare in prima divisione.
Il 20 luglio 2024 è stato acquistato a titolo definitivo dal Newcastle Utd, club della prima divisione inglese ed il 2 settembre seguente è andato in prestito per una stagione al Willem II, club della prima divisione olandese.

### Nazionale
Ha giocato con la nazionale serba Under-17.

## Statistiche

### Presenze e reti nei club
Statistiche aggiornate al 23 novembre 2024.
| Stagione        | Squadra         | Campionato      | Campionato | Campionato | Coppe nazionali | Coppe nazionali | Coppe nazionali | Coppe continentali | Coppe continentali | Coppe continentali | Altre coppe | Altre coppe | Altre coppe | Totale | Totale | Totale |
| Stagione        | Squadra         | Comp            | Pres       | Reti       | Comp            | Pres            | Reti            | Comp               | Pres               | Reti               | Comp        | Pres        | Reti        | Pres   | Reti   |        |
| --------------- | --------------- | --------------- | ---------- | ---------- | --------------- | --------------- | --------------- | ------------------ | ------------------ | ------------------ | ----------- | ----------- | ----------- | ------ | ------ | ------ |
| 2021-2022       | Grödig          | RL              | 15         | 0          | CA              | 1               | 0               | -                  | -                  | -                  | -           | -           | -           | 16     | 0      |        |
| 2023-2024       | Jedinstvo Ub    | 1L              | 25         | 1          | CS              | 1               | 0               | -                  | -                  | -                  | -           | -           | -           | 26     | 1      |        |
| 2024-2025       | Willem II       | ED              | 4          | 0          | CO              | 2               | 0               | -                  | -                  | -                  | -           | -           | -           | 6      | 0      |        |
| Totale carriera | Totale carriera | Totale carriera | 44         | 1          |                 | 4               | 0               |                    | -                  | -                  |             | -           | -           | 48     | 1      |        |